# 高环 (1965年)
高环（1965年1月—），女，汉族，黑龙江讷河人，中华人民共和国政治人物。东北林业大学林业经济系林业经济专业本科毕业，东北林业大学林业经济管理专业博士学位。

## 生平
1985年3月加入中国共产党。1986年7月，从东北林业大学林业经济系林业经济专业毕业后，历任东北林业大学林业经济系政治辅导员，经济管理学院团委书记，东北林业大学团委组织部长，东北林业大学团委书记、学工部副部长，东北林业大学团委书记(正处级)、学生处处长、学工部部长等职务。
2001年6月，任共青团黑龙江省委副书记、党组成员(其间：2001年9月─2004年6月，在东北林业大学林业经济专业博士研究生学习)。2005年8月，任共青团黑龙江省委书记、党组书记。
2008年1月，任中共齐齐哈尔市委副书记、市纪委书记。2011年6月，任中共伊春市委副书记、林管局局长。2011年7月，任中共伊春市委副书记、市政府市长、林管局局长。2015年4月，任中共伊春市委书记。2018年12月，任中共黑龙江省委统战部常务副部长。
2013年，被选为第十二届全国人民代表大会黑龙江地区代表。